# Gare de Billy-Montigny
Gare de Billy-Montigny vasútállomás Franciaországban, Billy-Montigny településen.

## Vasútvonalak
Az állomást az alábbi vasútvonalak érintik:
- Lens-Ostricourt-vasútvonal

## Kapcsolódó állomások
A vasútállomáshoz az alábbi állomások vannak a legközelebb:
- Gare d’Hénin-Beaumont
- Gare de Lens
- Gare de Coron-de-Méricourt